# 名古屋市立亀島小学校
名古屋市立亀島小学校（なこやしりつ かめじましょうがっこう）は、かつて名古屋市中村区亀島一丁目にあった公立小学校。

## 校名の由来
当地にはかつて亀が多く生息していたといい、そのことから名付けられた亀島の字名に由来するという。

## 沿革
- 1935年（昭和10年）9月1日 - 名古屋市則武尋常小学校より分離独立し、名古屋市亀島尋常小学校として設立[1]。
- 1941年（昭和16年） - 名古屋市立亀島国民学校と改称[1]。
- 1944年（昭和19年） - 愛知県一宮市に集団疎開を実施する[1]。
- 1945年（昭和20年）10月 - 集団疎開終了[1]。
- 1947年（昭和22年） - 名古屋市立亀島小学校と改称[1]。
- 1948年（昭和23年）9月 - 母体となった則武小学校に統合される（翌年には再び分離独立）[1]。
- 1957年（昭和32年） - 特殊学級が開設される[1]。
- 2002年（平成14年）4月 - 本陣・則武両校と統合され、名古屋市立ほのか小学校となり、閉校[2]。

## 校歌
校庭のさくらのように　作詞：巽聖歌　作曲：渡辺茂
　　作詞・作曲家は童謡『たきび』の作者